# Day X – Outbreak of the Zombies
Day X – Outbreak of the Zombies (Original: Day X) ist ein US-amerikanischer Low-Budget-Horrorfilm des Regisseurs Jason Hack aus dem Jahr 2005.

## Handlung
In einem unterirdischen Forschungslabor experimentieren Wissenschaftler der fiktiven US-Behörde IDC mit biologischen Kampfstoffen als es plötzlich zu einer folgenschweren Katastrophe kommt. Dabei entweicht ein Gas der sogenannten „Serie 14“, welches einen luftübertragenden Krankheitserreger enthält. Der todbringende Stoff tötet die Infizierten, produziert Toxine und verändert die Opfer in äußerst aggressive, Fleisch fressende und nahezu unsterbliche Bestien. Die Bisse dieser instinktgetriebenen Kreaturen sind tödlich. Unglücklicherweise gelangt dieser Organismus in die Atmosphäre, wo er binnen kürzester Zeit eine landesweite Epidemie auslöst. Die allgegenwärtigen Ungetüme jagen fortan die wenigen Überlebenden.
Vor diesem Szenario flüchtet der afroamerikanische Sicherheitsangestellte Frank Chambers gemeinsam mit einem kleinen, blassen Mädchen zu einer verlassenen Lagerhalle, inmitten eines leerstehenden und baufälligen Stahlwerks. Der Ort dient Chambers als Treffpunkt mit einer hochgerüsteten Spezialeinheit der IDC, die ihn bei seiner gefahrvollen Mission, dem Eskortieren des kleinen Mädchens in einen Bunkerkomplex, behilflich sein soll. In dem weitläufigen Fabrikgelände begegnet der Regierungsangestellte unverhofft weiteren Überlebenden, die sich hier vor den kannibalistischen Kreaturen verschanzen. In dem von wütenden Monstern belagerten Areal herrscht anfangs Panik. Die isolierten Eingeschlossenen können sich diese urplötzlichen Übergriffe sowie die Existenz der Unmenschen nicht erklären; Chambers schweigt. Der auf Rettung wartende Beamte behält jedoch einen kühlen Kopf und organisiert zunächst die Verteidigung.
Als zur nächtlichen Stunde die ersehnte Verstärkung vollständig von den aufgebrachten Wesen getötet wird, ändert Chambers nach und nach sein taktisches Konzept. Hilfe ist nun nicht mehr zu erwarten. Der sonst so verschwiegene Charakter lässt die Überlebenden, darunter den mutigen Douglas, an seinem Vorhaben teilhaben. Sein Plan sieht vor, gemeinsam mit den Anderen einen gut gesicherten Atomschutzbunker in Texas aufzusuchen, wo er seinen „wertvollen“ Gast, das blasse namenlose Mädchen, abliefern will. Die Kleine ist für die Wissenschaftler von großem Nutzen, da sie eine Art Immunserum in ihrem Körper enthält. Für den Bunker benötigt Chambers jedoch einen Schlüssel, der sich aus Zugangskarten dahingemetzelter Soldaten zusammensetzt. In einer waghalsigen Aktion gelingt es Chambers Team die nötigen Teile zusammenzubekommen; die Aktion endet für viele mit dem Tod.
Nachdem zwischenzeitlich ihre Unterkunft von den Kreaturen überrannt wurde, schlagen sich die wenigen Überlebenden zu einem Kleinbus durch, um die Reise in den rettenden US-Bundesstaat Texas anzutreten. Heftige Kampfhandlungen folgen. Die blasse Schönheit opfert sich in selbstmörderischer Absicht den Heerscharen der Ungetüme, Chambers stirbt noch vor der Abreise. Lediglich drei Eingeschlossenen gelingt letztendlich die Flucht. Am Ende des Films erreicht das Trio die vermeintliche Sicherheit, als es sich Zugang zum Bunkersystem verschafft, ohne zu ahnen, dass sich auch hier mordlüsternde Wesen herumtreiben.

## Kritik
Das Lexikon des internationalen Films subsumierte seinen Verriss: „Öde Neuauflage von Romeros Zombie-Klassiker, die nicht mehr als höchst bescheidenes Handwerk bietet.“